# マルト (月のクレーター)
マルト (Marth) は、月の表側にある衝突クレーターであり、病の沼の北西部に位置する。太陽系全体の天文暦を作成したドイツの天文学者、アルベルト・マルトにちなんで名づけられた。
マルトはラムズデンの北東約60キロメートルに位置し、ラムズデンを中心に広がるラムズデン谷がマルトの南方数キロメートルまで迫っている。また、マルトの北方約100キロメートルにはカンパヌスが、北東約100キロメートルにはメルカトルが位置しており、マルトの南東約120キロメートルにはカプアヌスが位置している。
マルトは二重の周壁を持つ、興味深い形状をしている。

## 従属クレーター
マルトのごく近くにある小さな無名のクレーターについては、アルファベットを付加することによって識別される。
| 名称 | 月面緯度     | 月面経度     | 直径 |
| ---- | ------------ | ------------ | ---- |
| K    | 南緯 29.9 度 | 東経 28.7 度 | 3 km |